# Абрамівка (Лоєвський район)
Абрамівка (біл. Абрамаўка) — село в Ручаєвській сільраді Лоєвський району Гомельської області Білорусі.
На сході межує з лісом.

## Географія

### Розташування
За 19 км на південний захід від Лоєва, 79 км від залізничної станції Річиця (на лінії Гомель — Калинковичи), 103 км від Гомеля.

### Гідрографія
На заході меліоративний канал.

## Транспортна мережа
Поруч автодорога Брагін — Лоєв. Планування складається з короткої прямолінійної меридіональної вулиці. Забудова дерев'яна, садибного типу.

## Історія
За письмовими джерелами відома з XVIII століття. У 1816 році хутір в Новиковській економії Гомельського маєтку графа П. А. Рум'янцева-Задунайського. Згідно з переписом 1897 року в Ручаєвській волості Гомельського повіту Могильовської губернії. Поряд знаходились фільварки Міхньова та Самуленки.
1926 року в Борщівській сільраді Дятловського району Гомельського округу. Діяв поштовий пункт. 60% жителів становили польські родини. У 1930 році організований колгосп «Поліська правда», працювала кузня. Під час Німецько-радянської війни 1943 року німці спалили 14 дворів. Згідно з переписом 1959 року в складі радгоспу «Зоря» (центр — село Ручаївка).

## Населення

### Чисельність
- 1999 рік — 18 господарств, 33 жителя.

### Динаміка
- 1788 рік — жителя.
- 1795 рік — жителя.
- 1816 рік — 4 двору, 19 жителів.
- 1897 рік — 5 дворів, 32 мешканця (згідно з переписом).
- 1908 рік — 40 жителів.
- 1926 рік — 36 дворів, 224 жителя.
- 1959 рік — 65 жителів (згідно з переписом).
- 1999 рік — 18 господарств, 33 жителя.